# Hawthorne (Florida)
Hawthorne (auch Hawthorn) ist eine Stadt im Alachua County im US-Bundesstaat Florida. Das U.S. Census Bureau hat bei der Volkszählung 2020 eine Einwohnerzahl von 1.178 ermittelt.
Die Stadt ist der Geburtsort von James Burrows Edwards, der von 1975 bis 1979 Gouverneur von South Carolina war.

## Geographie
Hawthorne liegt rund 20 km westlich von Gainesville sowie etwa 85 km südlich von Jacksonville.

## Geschichte
Erstmaligen Eisenbahnanschluss erhielt der Ort in den 1870er Jahren aus Richtung Palatka. Im Jahre 1881 wurde durch die Peninsular Railroad, einer Tochtergesellschaft der Florida Railroad, eine weitere Strecke von Waldo über Hawthorne nach Ocala eröffnet.

## Religionen
In Hawthorne gibt es derzeit 14 verschiedene Kirchen aus 5 unterschiedlichen Konfessionen, darunter ist die Baptistengemeinde mit 8 Kirchen am stärksten vertreten. Es gibt eine zu keiner Konfession gehörende Kirche (Stand: 2004).

## Demographische Daten
Laut der Volkszählung 2010 verteilten sich die damaligen 1417 Einwohner auf 681 Haushalte. Die Bevölkerungsdichte lag bei 170,7 Einw./km². 52,4 % der Bevölkerung bezeichneten sich als Weiße, 45,2 % als Afroamerikaner, 0,1 % als Indianer und 0,3 % als Asian Americans. 0,6 % gaben die Angehörigkeit zu einer anderen Ethnie und 1,5 % zu mehreren Ethnien an. 2,0 % der Bevölkerung bestand aus Hispanics oder Latinos.
Im Jahr 2010 lebten in 31,6 % aller Haushalte Kinder unter 18 Jahren sowie 31,9 % aller Haushalte Personen mit mindestens 65 Jahren. 63,5 % der Haushalte waren Familienhaushalte (bestehend aus verheirateten Paaren mit oder ohne Nachkommen bzw. einem Elternteil mit Nachkomme). Die durchschnittliche Größe eines Haushalts lag bei 2,53 Personen und die durchschnittliche Familiengröße bei 3,15 Personen.
25,7 % der Bevölkerung waren jünger als 20 Jahre, 22,4 % waren 20 bis 39 Jahre alt, 29,0 % waren 40 bis 59 Jahre alt und 23,0 % waren mindestens 60 Jahre alt. Das mittlere Alter betrug 42 Jahre. 47,8 % der Bevölkerung waren männlich und 52,2 % weiblich.
Das durchschnittliche Jahreseinkommen lag bei 38.900 $, dabei lebten 26,7 % der Bevölkerung unter der Armutsgrenze.
Im Jahr 2000 war Englisch die Muttersprache von 100 % der Bevölkerung.

## Sehenswürdigkeiten
Am 4. Mai 2015 wurde die Hawthorne Cemetery in das National Register of Historic Places eingetragen.

## Verkehr
Hawthorne wird vom U.S. Highway 301 (SR 200) sowie der Florida State Road 20 durchquert. Der nächste Flughafen ist der Gainesville Regional Airport (rund 25 km westlich).